# Ludovico Prodocator
Ludovico Prodocator (Nicósia, 1429 - Milão, 25 de agosto de 1504) foi um cardeal do século XVI.

## Primeiros anos
Nasceu em Nicósia em 1429. De uma nobre família grega. Seu nome também está listado como Crimes; e seu sobrenome como Podochatero; como Podocátaro; como Podocátaro; como Podacatarus; como Podocatro; como Podocataro; e como Podo Catharus. Ele foi chamado de Cardeal de Capaccio e Cardeal de Nicósia.

## Educação
Em Ferrara, estudou grego e latim com Guarino; filosofia sob Gaetano Thiene di Vicenza; e medicina sob Matteolo da Perugia em Pádua. Ele foi considerado um estudioso eminente.

## Juventude
Por causa dos acontecimentos em Chipre, ele foi para a Itália muito jovem. Mais tarde regressou a Chipre e regressou definitivamente a Itália em 1478, desta vez acompanhado pela rainha Carlota de Lusignan. Reitor da Universidade de Pádua. Abreviatore di parco minore no pontificado do Papa Sisto IV. Secretário e médico do Cardeal Rodrigo de Borja, futuro Papa Alexandre VI.

## Episcopado
Eleito bispo de Capacio em 14 de novembro de 1483; ocupou o cargo até 20 de janeiro de 1503. Consagrado (nenhuma informação encontrada). O Papa Inocêncio VIII chamou-o a Roma e fez dele seu médico e secretário papal.

## Cardinalato
Criado cardeal sacerdote no consistório de 28 de setembro de 1500; foi publicado e recebeu o chapéu vermelho em 2 de outubro de 1500; e a diaconia de S. Ágata em Suburra, elevada pro illa vice a título, 5 de outubro de 1500. Secretário dos Breves Apostólicos ou da Assinatura Apostólica. Abade comendador de San Gallo de Moggio, arquidiocese de Aquileia, 5 de outubro de 1502. Promovido à sé metropolitana de Benevento, 20 de janeiro de 1503; ele não ocupou a sé; em 8 de janeiro de 1504, foi nomeado seu administrador. Participou do primeiro conclave de 1503 , que elegeu o Papa Pio III. Participou do segundo conclave de 1503 , que elegeu o Papa Júlio II. Possuía uma rica coleção de livros e manuscritos que deixou ao sobrinho Lívio Podocator, bispo de Nicósia; agora fazem parte da "Biblioteca Marciana" de Veneza.
Morreu em Milão em 25 de agosto de 1504, durante viagem para a Espanha. Transferido para Roma e sepultado num elegante mausoléu, esculpido por Gian Cristoforo Romano, numa capela por ele fundada na igreja de S. Maria del Popolo, Roma. O mausoléu foi encomendado por seu sobrinho Lívio na parede direita próximo à sacristia; tem a estátua do cardeal em hábito pontifício. Outra inscrição foi colocada em 1504 na parede esquerda da capela de Santa Lúcia com o título cardinalício.